# 바시아노 (테라모현)
바시아노(이탈리아어: Basciano)는 이탈리아 아브루초주 테라모도에 위치한 코무네다.